# 檸檬 (さだまさしの曲)
「檸檬」（れもん）は、シンガーソングライターさだまさしが1978年3月25日にリリースしたアルバム『私花集』の収録曲であり、8月10日にリリースしたシングル盤でもある。

## 解説

### 檸檬

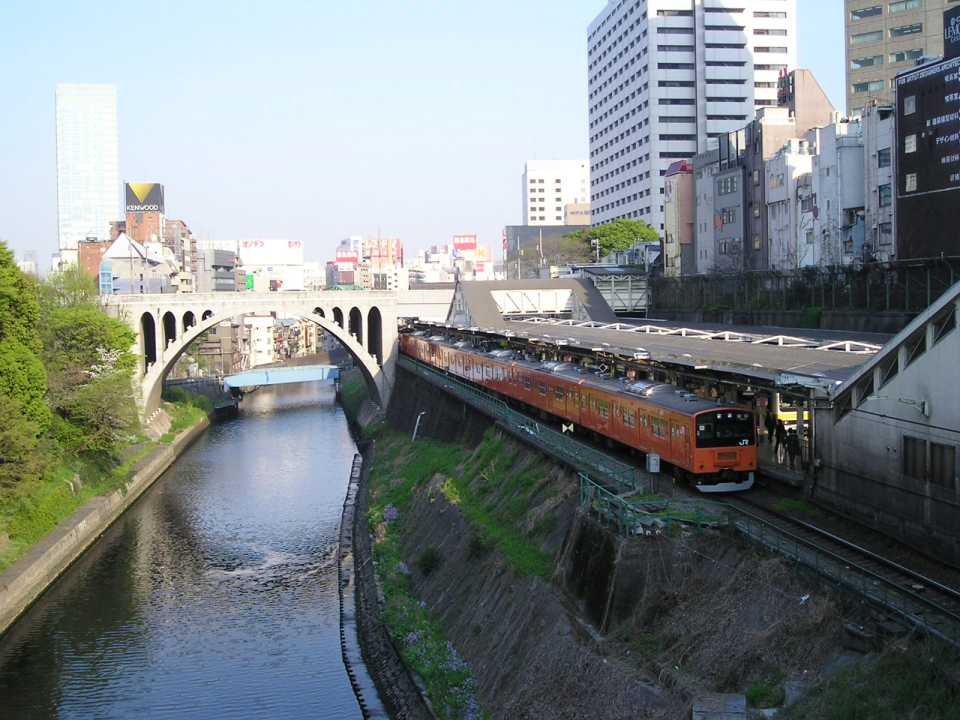
曲の舞台となった聖橋(2005年)

梶井基次郎の小説『檸檬』をベースに、舞台を御茶ノ水に置き換えた歌。歌詩に「聖橋からレモンを投げる」という描写があるが、さだはこの歌が「白線流し」のように、社会現象にならないかという希望と不安を抱いていた。他に梶井の小説から曲のイメージを得て作られた曲としては「桜散る」（『Glass Age』収録。『櫻の樹の下には』のイメージから）が挙げられる。
シングル盤リリースされた際には渡辺俊幸による新アレンジでリメイクされ、歌詩も一部変更がなされている。ライヴでは「檸檬」は渡辺俊幸のアレンジに基づいて演奏されることが多い。ただし歌詩は『私花集』ヴァージョンで歌われる。
前作のシングル盤「桃花源／晩鐘」もアルバム『風見鶏』からのシングル・カットであった。アルバムが違い、またテイクにも違いがあるとはいえ、2作連続シングル・カットはさだには珍しいことである。
キーはアルバム・テイク、シングル・テイクともホ短調であるが、シングル盤のインナー・スリーヴはイ短調で記譜されている。
シングル盤のインナー・スリーヴの表紙はさだが描いたお茶ノ水橋から眺めた聖橋のイラストが用いられた。

### 加速度
公衆電話から別れを告げる恋人の声に耳を傾けている歌。最後のコインが落ちた時に恋が終わる。作曲・編曲を担当した渡辺俊幸はビートルズを意識したと語っている。シングル盤ヴァージョンはイントロ前に雨の効果音が入る。

## 収録曲

### SIDE 1
「檸檬」（作詩・作曲：さだまさし、編曲：渡辺俊幸）

### SIDE 2
「加速度」（作詩：さだまさし、作、編曲：渡辺俊幸）